# ماري الأميرة الملكية وكونتيسة هاروود
ماري الأميرة الملكية والكونتيسة من هاروود (بالإنجليزية: Mary, Princess Royal and Countess of Harewood)‏ (فيكتوريا الكسندرا أليس ماري، 25 أبريل 1897 - 28 مارس 1965) كانت عضوًا في العائلة المالكة البريطانية، والابنة الوحيدة للملك جورج الخامس والملكة ماري ، أخت الملك إدوارد الثامن وجورج السادس ، وعمة الملكة إليزابيث الثانية. في الحرب العالمية الأولى ، قامت بأعمال خيرية لدعم الجنود وعائلاتهم. تزوجت من هنري لاسيليس ، فيسكونت لاسيليس (لاحقًا إيرل هاروود السادس) ، في عام 1922. حصلت ماري على لقب الأميرة الملكية في عام 1932. خلال الحرب العالمية الثانية ، كانت القائد المراقب للخدمات الإقليمية المساعدة. كان للأميرة الملكية وإيرل هاروود ولدان ، جورج لاسيليس ، إيرل هاروود السابع ، والأونورابل جيرالد لاسيليس.

## روابط خارجية
- ماري الأميرة الملكية وكونتيسة هاروود على موقع IMDb (الإنجليزية)
- ماري الأميرة الملكية وكونتيسة هاروود على موقع مونزينجر (الألمانية)